# Fernando IV (obispo)
Fernando Álvarez de las Asturias, también llamado Fernando IV, fue obispo de Oviedo entre los años 1302 y 1322. Algunos historiadores lo confunden con Fernando II, religioso franciscano que también se apellidaba Álvarez. Llegó a un acuerdo de defensa y apoyo mutuo contra malhechores con el Ayuntamiento y el cabildo, acuerdo que debió de durar al menos, hasta el final de su pontificado. Su magnanimidad se puso de manifiesto al perdonar a sus fieles, en Robredo de Castropol, en el occidente asturiano, algunos desafueros que habían cometido. Por otro lado, los castillos de Cancio y de Burón le ofrecieron homenaje incondicional.
Este prelado inició las obras de construcción del gran «Claustro de la Catedral» y el 9 de enero de 1305 trasladó los cuerpos de Santa Lucrecia y de  San Eulogio, que habían sido depositados en la cripta de Santa Leocadia desde que se trajeron de  Córdoba en la  Cámara Santa.
El rey  Fernando IV ayudó al obispo atacando el castillo de Priorio, donde se habían guarecido gran cantidad de malhechores[cita requerida].

| Predecesor: Fernando III | Obispo de Oviedo 1302 - 1322 | Sucesor: Pedro III |